# Pierwszy gabinet Borisa Johnsona
Gabinet Borisa Johnsona – gabinet Wielkiej Brytanii, urzędujący od 24 lipca do 16 grudnia 2019 roku. Był gabinetem mniejszościowym Partii Konserwatywnej, nieformalnie wspieranym przez Demokratyczną Partię Unionistyczną.
Gabinet powstał po tym, jak Boris Johnson zastąpił Theresę May w roli lidera rządzącej Partii Konserwatywnej, co automatycznie oznaczała przejęcie przez niego również stanowiska premiera. Urzędował do przedterminowych wyborów w grudniu 2019 r., po których premier Johnson powołał swój drugi gabinet.

## Skład w chwili powstania[3]
| Funkcja                                                        | Zdjęcie | Imię i nazwisko  | Partia polityczna    | Data powołania | Data ustąpienia |
| -------------------------------------------------------------- | ------- | ---------------- | -------------------- | -------------- | --------------- |
| Premier                                                        |         | Boris Johnson    | Partia Konserwatywna | 24 lipca 2019  | 16 grudnia 2019 |
| Pierwszy Lord Skarbu                                           |         | Boris Johnson    | Partia Konserwatywna | 24 lipca 2019  | 16 grudnia 2019 |
| Minister służby cywilnej                                       |         | Boris Johnson    | Partia Konserwatywna | 24 lipca 2019  | 16 grudnia 2019 |
| Kanclerz skarbu                                                |         | Sajid Javid      | Partia Konserwatywna | 24 lipca 2019  | 16 grudnia 2019 |
| Główny minister Skarbu Państwa                                 |         | Rishi Sunak      | Partia Konserwatywna | 24 lipca 2019  | 16 grudnia 2019 |
| Minister biznesu, innowacji i zdolności                        |         | Andrea Leadsom   | Partia Konserwatywna | 24 lipca 2019  | 16 grudnia 2019 |
| Minister ds. Irlandii Północnej                                |         | Julian Smith     | Partia Konserwatywna | 24 lipca 2019  | 16 grudnia 2019 |
| Minister ds. Szkocji                                           |         | Alister Jack     | Partia Konserwatywna | 24 lipca 2019  | 16 grudnia 2019 |
| Minister ds. Walii                                             |         | Alun Cairns      | Partia Konserwatywna | 24 lipca 2019  | 16 grudnia 2019 |
| Minister ds. wystąpienia Wielkiej Brytanii z Unii Europejskiej |         | Stephen Barclay  | Partia Konserwatywna | 24 lipca 2019  | 16 grudnia 2019 |
| Minister edukacji                                              |         | Gavin Williamson | Partia Konserwatywna | 24 lipca 2019  | 16 grudnia 2019 |
| Minister handlu międzynarodowego                               |         | Liz Truss        | Partia Konserwatywna | 24 lipca 2019  | 16 grudnia 2019 |
| Przewodniczący Zarządu Handlu                                  |         | Liz Truss        | Partia Konserwatywna | 24 lipca 2019  | 16 grudnia 2019 |
| Minister kultury, mediów i sportu                              |         | Nicky Morgan     | Partia Konserwatywna | 24 lipca 2019  | 16 grudnia 2019 |
| Minister obrony                                                |         | Ben Wallace      | Partia Konserwatywna | 24 lipca 2019  | 16 grudnia 2019 |
| Minister pracy i emerytur                                      |         | Amber Rudd       | Partia Konserwatywna | 24 lipca 2019  | 7 września 2019 |
| Minister ds. kobiet i równości                                 |         | Amber Rudd       | Partia Konserwatywna | 24 lipca 2019  | 7 września 2019 |
| Minister rozwoju międzynarodowego                              |         | Alok Sharma      | Partia Konserwatywna | 24 lipca 2019  | 16 grudnia 2019 |
| Minister społeczności i samorządów lokalnych                   |         | Robert Jenrick   | Partia Konserwatywna | 24 lipca 2019  | 16 grudnia 2019 |
| Minister spraw wewnętrznych                                    |         | Priti Patel      | Partia Konserwatywna | 24 lipca 2019  | 16 grudnia 2019 |
| Pierwszy sekretarz stanu                                       |         | Dominic Raab     | Partia Konserwatywna | 24 lipca 2019  | 16 grudnia 2019 |
| Minister spraw zagranicznych                                   |         | Dominic Raab     | Partia Konserwatywna | 24 lipca 2019  | 16 grudnia 2019 |
| Minister sprawiedliwości                                       |         | Robert Buckland  | Partia Konserwatywna | 24 lipca 2019  | 16 grudnia 2019 |
| Lord kanclerz                                                  |         | Robert Buckland  | Partia Konserwatywna | 24 lipca 2019  | 16 grudnia 2019 |
| Minister środowiska, żywności i spraw wsi                      |         | Theresa Villiers | Partia Konserwatywna | 24 lipca 2019  | 16 grudnia 2019 |
| Minister transportu                                            |         | Grant Shapps     | Partia Konserwatywna | 24 lipca 2019  | 16 grudnia 2019 |
| Minister zdrowia                                               |         | Matt Hancock     | Partia Konserwatywna | 24 lipca 2019  | 16 grudnia 2019 |
| Generalny skarbnik                                             |         | Oliver Dowden    | Partia Konserwatywna | 24 lipca 2019  | 16 grudnia 2019 |
| Minister – szef biura Gabinetu                                 |         | Oliver Dowden    | Partia Konserwatywna | 24 lipca 2019  | 16 grudnia 2019 |
| Kanclerz Księstwa Lancaster                                    |         | Michael Gove     | Partia Konserwatywna | 24 lipca 2019  | 16 grudnia 2019 |
| Prokurator generalny                                           |         | Geoffrey Cox     | Partia Konserwatywna | 24 lipca 2019  | 16 grudnia 2019 |
| Przewodniczący Izby Gmin                                       |         | Jacob Rees-Mogg  | Partia Konserwatywna | 24 lipca 2019  | 16 grudnia 2019 |
| Lord przewodniczący Rady                                       |         | Jacob Rees-Mogg  | Partia Konserwatywna | 24 lipca 2019  | 16 grudnia 2019 |
| Przewodniczący Izby Lordów                                     |         | Natalie Evans    | Partia Konserwatywna | 24 lipca 2019  | 16 grudnia 2019 |
| Lord tajnej pieczęci                                           |         | Natalie Evans    | Partia Konserwatywna | 24 lipca 2019  | 16 grudnia 2019 |